# Fiat 370
Il Fiat 370 è un modello di autobus costruito dal 1976 al 2001.

## Progetto
Il Fiat 370 fu presentato nell'agosto 1976 per sostituire il Fiat 343, il Fiat 308 e il Fiat 306. L'obiettivo era principalmente quello di svecchiare la gamma di autobus proposta dalla Fiat Veicoli Industriali unificando tutte le tipologie di autobus (dal servizio interurbano al noleggio a lungo raggio) in un unico modello, diversificato in base alle esigenze delle singole aziende di trasporto. 

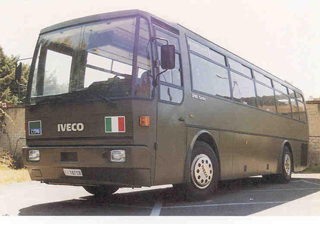
Iveco 370S.10.24 dell'Esercito Italiano

A partire dal 1979 il 370 adotta il nuovo marchio Iveco, che accompagnerà quello della Fiat fino al 1983 (quando ne prenderà definitivamente il posto). Sempre nel 1983, la produzione italiana lascia lo storico stabilimento sito a Cameri (NO) per essere delocalizzata nel nuovo impianto di Flumeri (AV), noto come Valle Ufita. Oltre che in Italia, il 370 è stato prodotto anche in Francia (sotto il marchio Unic) negli stabilimenti "Lorraine" di Fourchambault. 
Il 370 è stato inoltre venduto come telaio nudo da allestire; negli anni sono stati svariati i carrozzieri che si sono cimentati nella costruzione del modello: dalle celebri Orlandi, Menarini, Portesi, Padane, Dalla Via, fino alle meno note Barbi, Bianchi, Garbarini e Autodromo. La carrozzeria Portesi ha inoltre realizzato la versione da 9,70 metri, ottenuta dall'accorciamento del telaio da 10 metri. 
La versione con carrozzeria originale era denominata colloquialmente con il nome dello stabilimento di produzione, Cameri oppure Valle Ufita.

## Tecnica
Al momento della presentazione era disponibile in due varianti di allestimento (ovvero versione di linea e versione GT), entrambe equipaggiate con il motore 6 cilindri FIAT 8210.02 da 13798 cm³ erogante 260 CV; nel 1978 venne presentata la versione da 10 metri con motore 6 cilindri UNIC/FIAT 8220.02 erogante 200 CV, già ampiamente diffuso sui bus urbani. A partire dal 1980 entra in produzione la versione da 11 metri, che come quella da 12 metri riceve il nuovo propulsore 6 cilindri a V FIAT 8260.02 da 12880 cm³ erogante 260 CV, che sostituisce tutte le precedenti motorizzazioni. 
A partire dal 1981 diventa disponibile l'imponente motore 8 cilindri a V FIAT 8280.02 da 17.174 cm3, erogante 352 cavalli. 
A partire dal 1983, la gamma 370 viene ristilizzata (con l'adozione di nuovi paraurti in plastica nera); mentre nel 1984 le versioni da 12 metri ricevono il motore sovralimentato FIAT 8210.22 da 13798 cm³ erogante 304 CV e quella aspirata da 260 CV, mentre quelle da 10 metri vengono equipaggiate con il FIAT 8220.22 da 9572 cm³ erogante 240 CV, tutti quanti con la disposizione dei cilindri nuovamente in linea anziché a V. 

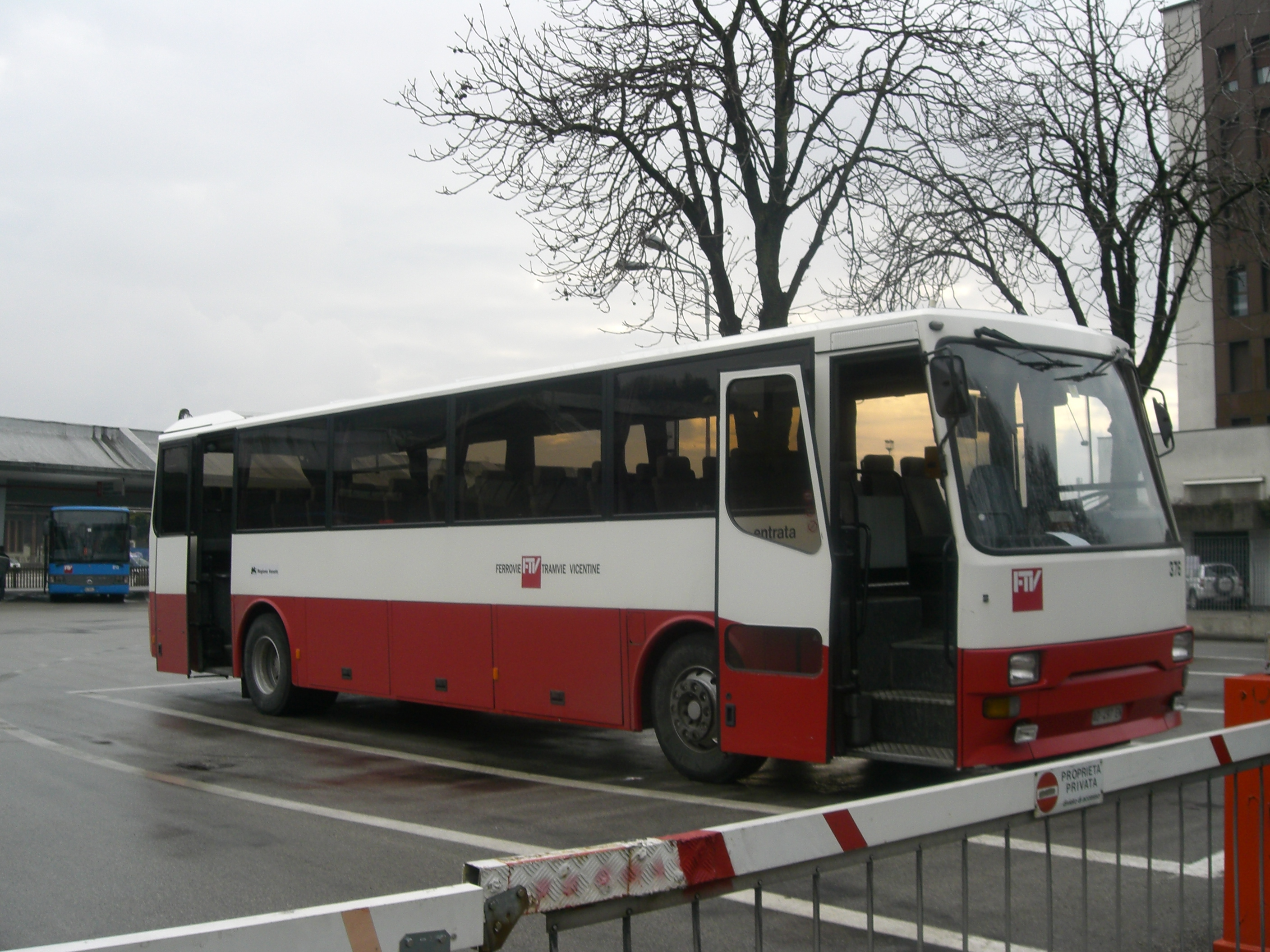
Iveco 370SE.12.35 delle FTV in sosta presso l'autostazione di Vicenza

Nel 1987 viene presentato il nuovo 370S, che negli anni conoscerà una vastissima diffusione sul territorio nazionale; vengono mantenuti i motori utilizzati sulla vecchia versione: 24, L25, 30 e 35. Nel 1994 viene lanciata l'ultima serie, denominata 370SE (Ecologico), che riceve lo stesso motore da 9498 cm³ dell'Iveco EuroClass, autobus che proprio nello stesso anno ha affiancato e poi sostituito il 370. Sempre nel 1994, grazie all'acquisizione da parte di Iveco del noto produttore di telai Sicca di Vittorio Veneto (TV), viene messa in produzione la versione da 9 metri basata sul telaio Siccar 9103, con denominazione 370SE.9.27.
La produzione così razionalizzata prosegue fino all'estate del 2001; dismessa la produzione degli esemplari con carrozzeria originale a metà anni '90, il modello sopravvive come scelta economica per carrozzieri e aziende e, nel caso della variante da 9 metri, come autobus adatto a collegamenti di montagna.

## Versioni

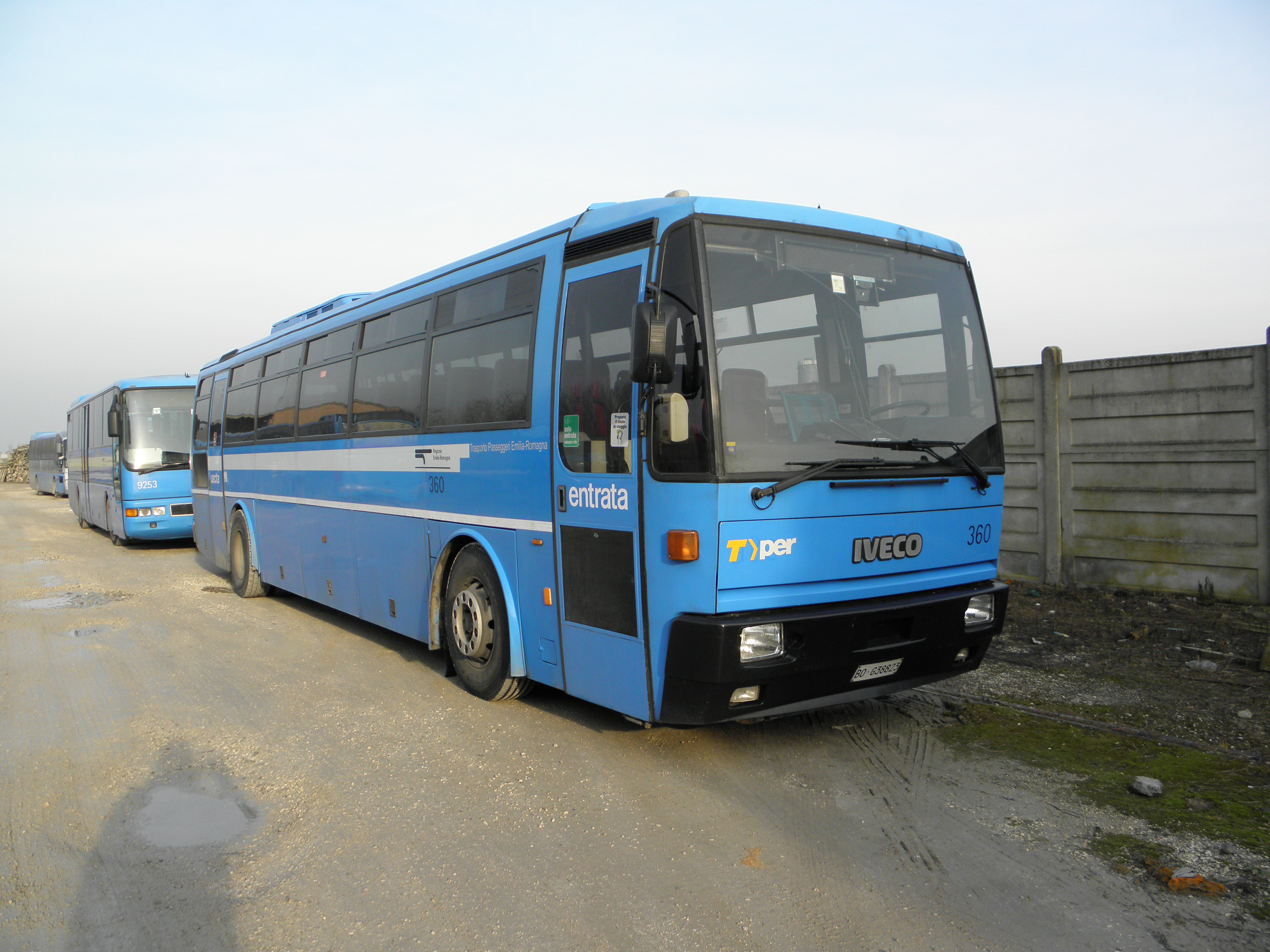
Iveco 370S.12.30 a Codigoro (FE)

Come già accennato, il 370 è stato prodotto per un lungo periodo in un grandissimo numero di versioni, per adattarsi alle esigenze delle singole aziende di trasporto. Ecco un riepilogo delle motorizzazioni che hanno equipaggiato il 370:
- Iveco 370.26 (prodotto dal 1976 al 1980) equipaggiato con motore Fiat 8210.02 (6 cilindri in linea) da 13798 cm³ erogante 260 CV.
- Iveco 370.20 (prodotto dal 1977 al 1980) equipaggiato con motore Fiat 8220.02 (6 cilindri in linea) da 9572 cm³ erogante 200 CV.
- Iveco 370.25 (prodotto dal 1980 al 1984) equipaggiato con motore Fiat 8260.02 (6 cilindri a V) da 12880 cm³ erogante 260 CV.
- Iveco 370.35 (prodotto dal 1981 al 1990) equipaggiato con motore Fiat 8280.02 (8 cilindri a V) da 17173 cm³ erogante 352 CV.
- Iveco 370.24 (prodotto dal 1984 al 1993) equipaggiato con motore Fiat 8220.22 (6 cilindri in linea con turbo) da 9572 cm³ erogante 240 CV.
- Iveco 370.30 (prodotto dal 1984 al 1993) equipaggiato con motore Fiat 8210.22 (6 cilindri in linea con turbo) da 13798 cm³ erogante 304 CV.
- Iveco 370SE (prodotto dal 1994 al 2001) equipaggiato con motore Fiat 8460.41S (6 cilindri in linea con turbo) da 9498 cm³ erogante 290 o 345 CV.

Le lunghezze prodotte sono state: 
- 9 metri
- 10 metri
- 11 metri
- 12 metri

## Diffusione
Il Fiat 370 è stato prodotto in migliaia di esemplari, anche grazie alla sua estrema adattabilità e alla reperibilità dei ricambi. Oltre a un gran numero circolanti per conto delle Forze Armate (tra cui vale la pena citare il noto Pullman Azzurro), svariati esemplari hanno svolto servizio per SITA (oggi Busitalia) e SITA Sud, COTRAL Roma, ARPA Chieti, SATTI Torino, SAIA e SIA Brescia, FTV Vicenza, APT Verona (poi APTV ed ora ATV), Atesina (ora Trentino Trasporti), ATVO San Donà di Piave (VE), DolomitiBus (BL), Ferrovie del Gargano, AST Sicilia, FCE Catania e numerose altre aziende in tutta la penisola.
Per interesse storico, Storicbus, ha preservato degli esemplari delle varie carrozzerie e peculiarità, che lo hanno caratterizzato nel tempo. Anche l'associazione inBUSclub di Trieste, in Friuli-Venezia Giulia ne possiede due esemplari. Anche altre associazioni ne salvarono alcuni modelli.